# Eritropoietin
Eritropoetin (eritropoetin, hemopoietin, EPO) je glikoproteinski hormon koji kontroliše eritropoiezu, produkciju crvenih krvnih zrnaca. On je citokin (proteinski signalni molekul) za prekurzore eritrocita u koštanoj srži. Ljudski EPO ima molekulsku težinu od 34,000.
Eritropoietin proizvode interstinalni fibroblasti u bubrezima zajedno sa peritubularnim kapilarima i tubularnim epitelnim ćelijama. On se takođe formira u perisinusoidnim ćelijama u jetri. Dok je produkcija u jetri predominantna u fetalnom i perinatalnom periodu, renalna produkcija je predominantna kod odraslih osoba. Eritropoietin je hormon koji prvenstveno reguliše produkciju crvenih krvnih zrnaca, ali ima i niz drugih bioloških funkcija. Na primer on učestvuje u moždanom odgovoru na povredu neurona. EPO takođe učestvuje u procesu zarastanja rana.

## Literatura
- Takeuchi M, Kobata A (1992). „Structures and functional roles of the sugar chains of human erythropoietins”. Glycobiology. 1 (4): 337—46. PMID 1820196. doi:10.1093/glycob/1.4.337.
- Semba RD, Juul SE (2002). „Erythropoietin in human milk: physiology and role in infant health”. Journal of human lactation : official journal of International Lactation Consultant Association. 18 (3): 252—61. PMID 12192960.
- Ratcliffe PJ (2003). „From erythropoietin to oxygen: hypoxia-inducible factor hydroxylases and the hypoxia signal pathway”. Blood Purif. 20 (5): 445—50. PMID 12207089. doi:10.1159/000065201.
- Westenfelder, Christof (2002). „Unexpected renal actions of erythropoietin”. Exp. Nephrol. 10 (5–6): 294—8. PMID 12381912. doi:10.1159/000065304.
- Becerra SP, Amaral J (2002). „Erythropoietin--an endogenous retinal survival factor”. N. Engl. J. Med. 347 (24): 1968—70. PMID 12477950. doi:10.1056/NEJMcibr022629.
- Genc S, Koroglu TF, Genc K (2004). „Erythropoietin and the nervous system”. Brain Res. 1000 (1–2): 19—31. PMID 15053948. doi:10.1016/j.brainres.2003.12.037.
- Fandrey J (2004). „Oxygen-dependent and tissue-specific regulation of erythropoietin gene expression”. Am. J. Physiol. Regul. Integr. Comp. Physiol. 286 (6): R977—88. PMID 15142852. doi:10.1152/ajpregu.00577.2003.
- Juul S (2004). „Recombinant erythropoietin as a neuroprotective treatment: in vitro and in vivo models”. Clinics in perinatology. 31 (1): 129—42. PMID 15183662. doi:10.1016/j.clp.2004.03.004.
- Buemi M; Caccamo C; Nostro L;  . (2005). „Brain and cancer: the protective role of erythropoietin”. Med Res Rev. 25 (2): 245—59. PMID 15389732. doi:10.1002/med.20012.
- Sytkowski AJ (2007). „Does erythropoietin have a dark side? Epo signaling and cancer cells”. Sci. STKE. 2007 (395): e38. PMID 17636183. doi:10.1126/stke.3952007pe38.
- Goldwasser, Eugene. A Bloody Long Journey: Erythropoietin and the Person Who Isolated It. Xlibris, 2011.  978-1-4568-5737-0